# Prix Goya
Pour les articles homonymes, voir Goya.
Les prix Goya (Premios Goya), surnommés plus simplement Goyas, sont des récompenses de cinéma décernée chaque année depuis 1987 par l'Academia de las artes y las ciencias cinematográficas de España (Académie des arts et des sciences cinématographiques d'Espagne). Elle est destinée à couronner les meilleures productions du cinéma espagnol.
Les Goyas sont l'équivalent des César français et des Oscars américains.

## Historique
La première cérémonie de remise des prix Goya eut lieu le 16 mars 1987 au théâtre Lope de Vega à Madrid.
Le trophée est un buste en bronze représentant le célèbre peintre et graveur Francisco de Goya. Généralement, la cérémonie se déroule fin janvier ou début février. Les votants, qui établissent les nominations et élisent un vainqueur pour chaque catégorie en jeu, se compose de professionnels du 7e art, membres de l'Academia de las artes y las ciencias cinematográficas de España. Ces prix sont destinés à saluer l'excellence du cinéma espagnol, ibéro-américain ou hispanophone et souhaite récompenser les films considérés comme les meilleures œuvres de langue espagnole sorties dans l'année. Le jury de l'Académie a également la charge de choisir annuellement le long métrage espagnol proposé  à l'Académie américaine des Oscars pour concourir dans la catégorie du meilleur films en langue étrangère.

## Catégories de récompenses
- Meilleur film (Mejor película)
- Meilleur réalisateur (Mejor dirección)
- Meilleur nouveau réalisateur (Mejor director novel)
- Meilleur acteur (Mejor interpretación masculina protagonista)
- Meilleure actrice (Mejor interpretación femenina protagonista)
- Meilleur acteur dans un second rôle (Mejor interpretación masculina de reparto)
- Meilleure actrice dans un second rôle (Mejor interpretación femenina de reparto)
- Meilleur espoir masculin (Mejor actor revelación)
- Meilleur espoir féminin (Mejor actriz revelación)
- Meilleur scénario original (Mejor guion original)
- Meilleur scénario adapté (Mejor guion adaptado)
- Meilleure musique originale (Mejor música original)
- Meilleure chanson originale (Mejor canción original)
- Meilleure photographie (Mejor fotografía)
- Meilleur montage (Mejor montaje)
- Meilleure direction artistique (Mejor dirección artística)
- Meilleurs costumes (Mejor diseño de vestuario)
- Meilleurs maquillages et coiffures (Mejor maquillaje y peluquería)
- Meilleur son (Mejor sonido)
- Meilleurs effets spéciaux (Mejores efectos especiales)
- Meilleure direction de production (Mejor dirección de producción)
- Meilleur film d'animation (Mejor película de animación)
- Meilleur film documentaire (ca) (Mejor película documental)
- Meilleur film européen (Mejor película europea)
- Meilleur film ibéroaméricain (Mejor película iberoamericana)
- Meilleur court métrage de fiction (Mejor cortometraje de ficción)
- Meilleur court métrage d'animation (ca) (Mejor cortometraje de animación)
- Meilleur court métrage documentaire (Mejor cortometraje documental)

### Récompense spéciale
- Goya d'honneur (Goya de honor)